# Avvenire
Avvenire – włoski dziennik katolicki należący do Konferencji Episkopatu Włoch. Powstał w 1968 w Mediolanie w wyniku połączenia dwóch katolickich magazynów: L'Avvenire d'Italia z Bolonii oraz l'Italia z Mediolanu.

## Historia
Avvenire było mocno wspierane przez Pawła VI, który chciał, aby we Włoszech istniały popularne media katolickie.
W latach 90., gdy redaktorem gazety był Dino Boffo, gazeta stała się szeroko znana. Pojawiły się też w tym okresie nowe działy, np. dotyczące kultury. W 1996 pojawił się też dodatek „Poputus”, przeznaczony dla młodzieży. W 1998 zaczęło działać również wydanie internetowe. 
W 2008 średni nakład gazety wynosił 105,000.